# Општина Терпезица (Долж)
Терпезица (рум. Terpeziţa) општина је у Румунији у округу Долж.
Oпштина се налази на надморској висини од 190 m.